# Dancer (Gino Soccio)
Dancer è un singolo del 1979 del produttore canadese Gino Soccio, estratto dall'album Outline.
Il brano fu il primo successo dell'artista (all'epoca ventitreenne) a raggiungere la vetta della Hot Dance Club Play di Billboard, rimanendo in prima posizione per sei settimane. Inoltre, Dancer si classificò nella top 100 di altre classifiche musicali statunitensi: quella dei singoli soul (n. 60) e quella dei singoli pop (n. 48). Nel Regno Unito, il brano scalò posizioni fino ad entrare nella top 50 della UK Singles Chart.